# لاوديارت (أنغلزي)
لاوديارت (بالإنجليزية: Llwydiarth-Esgob)‏ هي منطقة سكنية تقع في ويلز في أنغلزي.